# Dyscia galactaria
Dyscia galactaria là một loài bướm đêm trong họ Geometridae.